# 亀山駅 (三重県)
亀山駅（かめやまえき）は、三重県亀山市御幸町にある、東海旅客鉄道（JR東海）・西日本旅客鉄道（JR西日本）の駅である。

## 概要
名古屋駅（名古屋市）とJR難波駅（大阪市）を結ぶ関西本線と、当駅を起点として紀伊半島を海沿いに走り和歌山市駅（和歌山市）までを結ぶ紀勢本線の2路線の接続駅となっている。このうち関西本線を当駅の所属線としている。かつては日本国有鉄道（国鉄）のみの管轄であったが、1987年4月の国鉄分割民営化によって当駅は会社間の境界駅となる。関西本線の名古屋方面と紀勢本線（新宮駅まで）がJR東海、関西本線の奈良方面がJR西日本に継承された。このほか、日本貨物鉄道（JR貨物）が関西本線の当駅以東の区間で第二種鉄道事業許可を保有しているが、当駅での貨物取り扱いはない。
JR東海の関西本線は、当駅にCJ17の駅番号が設定されている。
駅構内には、JR東海の亀山運輸区と亀山変電所、JR西日本の吹田総合車両所京都支所亀山派出所と亀山指令所（大阪総合指令所の分所扱い）がある。国鉄時代は天王寺鉄道管理局の管轄であった。その後、1987年3月に名古屋鉄道管理局に移管され、民営化により、9つあるJR東海在来線のJR他社境界駅の中で唯一、JR東海の管轄駅となった。また、保安装置に関しても、JR東海は現在在来線全線でATS-PTのみを使用しATS-STの地上設備は大部分が撤去されているが、ATS-P車上装置を設置していないJR西日本キハ120形気動車が乗り入れる関係上当駅構内のみATS-STが使用されている。
かつては、機関区や客貨車区などが置かれた三重県内でも有数の鉄道の要衝であり、名古屋方面・京都方面から来る多くの優等列車が、当駅を経由して伊勢・新宮方面に向かっていた。これは、伊勢・新宮方面から京都・奈良方面に向かう場合にはスイッチバックにならないように建設された為である。しかし、四日市 - 津間は当駅経由では大きく迂回する経路であり、逆に名古屋方面から伊勢・新宮方面に向かう場合にはスイッチバックを強いられるため、短絡線である国鉄伊勢線の建設が検討されるようになった。そして1973年に伊勢線が開通すると名古屋方面の優等列車の大半は伊勢線経由となり、モータリゼーションの普及も加わって、徐々にローカル輸送へと移ることになった。伊勢線開通後も寝台特急「紀伊」は当駅経由で運行されていたが1984年に廃止され、当駅に停車する特急列車が消滅した。さらに京都方面からの急行（「平安」・「志摩」）も運賃と速度で勝る近鉄特急に客足を奪われ、1986年に消滅した。そして2006年3月18日のダイヤ改正で名古屋と奈良を結ぶ急行「かすが」が廃止されたのを最後に、当駅に停車する優等列車が全て消滅した。かつて賑わっていたことを示すのが駅構内の広さであり、東西方向に1km以上に渡って続いている。
優等列車の消滅後は、快速列車と普通列車のみが発着する。関西本線名古屋方面および奈良方面（加茂駅で乗り換え）・紀勢本線の3方向での運行形態となっており、当駅をまたいで運転される列車は設定されていない。3方向とも日中は1時間に1本のみの運転である。乗り換えの便を図ったダイヤ編成となっており、列車遅延の際は接続できるよう発車時刻が調整される。なお、奈良方面については、過去に線路の保守工事のため第2土曜の日中に運休する列車があった。終日駅員配置駅かつ全ての列車が当駅で折り返すため、ワンマン列車でもホーム側の全てのドアが開く。また、東海3県（中京圏）ではもっとも遅く最終列車が到着する駅であったが、2022年3月12日のダイヤ改正で当該列車の終電運転区間が四日市駅までに短縮されたため、同日より東海道本線の豊橋駅にこの座を譲ることとなったものの、三重県内ではもっとも遅く最終列車が到着する。
JR東海が発売する特別企画乗車券「青空フリーパス」は当駅が関西本線の南端である。

## 歴史
亀山は伊勢亀山藩6万石の城下町かつ東海道の46番目の宿場町であったが、当駅開設以後、鉄道の町となった。宿場町起源の町の多くが鉄道駅の設置に消極的な姿勢を示した明治期に、亀山では地元有志が関西鉄道に嘆願書を提出して駅の設置に積極的に動いている。国鉄時代の最盛期には機関区・客貨車区・保線区・車掌区なども併設され、亀山駅に勤務する職員は1,000人弱に上った。

### 年表
- 1889年（明治22年）2月27日：関西鉄道に亀山の住民が「停車塲設置ノ義ニ付請求」を提出、駅の設置を要望する[6]。
- 1890年（明治23年）12月25日：関西鉄道の柘植 - 四日市間の開通にあわせて、同社の駅として開業する[6]（一般駅）[3]。
- 1891年（明治24年）8月21日：関西鉄道津支線が一身田駅まで開通する[2][6][7]。
- 1907年（明治40年）10月1日：関西鉄道が国有化される[2][6][3][7]。
- 1909年（明治42年）10月12日：線路名称が制定され、関西本線所属となる[2][6]。また、旧・津支線は参宮線の一部となる[6]。
- 1910年（明治43年）11月16日：皇太子（後の大正天皇）が女子師範学校に行啓し、当駅にて下車する。
- 1913年（大正2年）11月3日：二代目駅舎（現在のもの）竣工[8][6]。
- 1928年（昭和3年）5月25日：駅構内に操車場（亀山操車場）が完成する。
- 1932年（昭和7年）
  - 3月25日：省営バスが当駅と三雲駅との間で運行を開始する[6]。
  - 12月25日：省営バスが当駅と草津駅との間で運行を開始する[6]。
- 1945年（昭和20年）8月：参宮線列車が当駅と下庄駅間にある阿野田トンネル付近で米軍艦載機の機銃掃射を受け、当駅に多数の遺体が安置される。
- 1948年（昭和23年）7月9日：省営バスが当駅と関駅の間（白木経由）で運行を開始する。
- 1951年（昭和26年）11月20日：昭和天皇が三重県内を巡幸し、郡民が駅前奉迎場にて奉迎する。
- 1952年（昭和27年）4月1日：三重交通バスが亀山駅と白子間で運行を開始する。
- 1956年（昭和31年）3月：国鉄バスが当駅と住山線の間で運行を開始する。
- 1959年（昭和34年）
  - 5月1日：三重交通が亀山駅と草津の間に急行バスの運行を開始する。
  - 7月：紀勢本線が当駅と和歌山駅間で全通[2]（同時に参宮線多気以北が紀勢本線に編入[6]）に伴い、当駅構内にディーゼル機関車の車両基地が設置される。
- 1961年（昭和36年）7月：亀山駅前広場拡張計画の一環として、駅前西丸線の駅前と国道1号間が開通する。
- 1962年（昭和37年）7月：駅構内操車場地下道に蛍光灯が設置される。
- 1965年（昭和40年）
  - 3月：駅前広場拡張・整備工事が竣工し、駅前広場が以前の3倍の広さとなる。
  - 8月：駅前広場が指定駐車場以外駐車禁止となる。
- 1969年（昭和44年）10月1日：当駅から石薬師を経由して国鉄四日市駅までの区間で、ワンマンバスの運転が開始される。
- 1972年（昭和47年）10月14日：国鉄100年記念イベントの一環として、国鉄OB会亀山支部主催で機関車の公開展示、機関区見学、写真即売会が実施される。
- 1973年（昭和48年）
  - 8月3日：皇太子夫妻（上皇明仁・上皇后美智子）が、高校総体臨席と地方視察のため三重県に行啓した際、当駅で下車し菰野の宿泊所へ向かう。
  - 10月1日：前月の伊勢線（現在の伊勢鉄道）開通に伴い特急「くろしお」が同線経由となり、名古屋発着当駅停車の紀勢本線直通特急が消滅する[6]。
- 1975年（昭和50年）3月10日：急行「紀伊」が特急に格上げされる[2]。
- 1977年（昭和52年）8月：みどりの窓口（現・JR全線きっぷうりば）を設置する。
- 1979年（昭和54年）10月10日：駅前美化と交通安全のため、タクシー待避所横や陸橋下などへの自転車・単車の放置が全面禁止となる。
- 1982年（昭和57年）5月17日：関西本線の八田駅と当駅の間が電化される[6]。
- 1984年（昭和59年）2月1日：特急「紀伊」が廃止され、当駅に停車する特急列車が消滅する[6]。車扱貨物の取扱いを廃止する[3]。
- 1985年（昭和60年）3月14日：荷物の取扱いを廃止する[3]。
- 1986年（昭和61年）5月2日：県道建設に伴い、能褒野神社の鳥居が駅前ロータリーに移転。
- 1987年（昭和62年）
  - 3月1日：国鉄分割民営化を控え、天王寺鉄道管理局から名古屋鉄道管理局に移管される[6]。
  - 4月1日：国鉄分割民営化により、東海旅客鉄道（JR東海）・西日本旅客鉄道（JR西日本）の駅となり[2]、駅業務はJR東海が継承する[6][3][7]。
- 1990年（平成2年）3月10日：ダイヤ改正により、午前中に1本のみ運行されていた加茂発多気行き普通列車が系統分割され、当駅を跨いで運行する定期列車は急行「かすが」のみとなる[9][10]。
- 1997年（平成9年）4月1日：亀山駅からJRバスが撤退する[6]。
- 1998年（平成10年）3月：亀山駅物資部（亀山ストア）を廃止する。
- 2000年（平成12年）11月23日：JR東海亀山CTCセンターが東海総合指令所に統合される（JR西日本の亀山CTCセンターは存置）[11]。
- 2003年（平成15年）11月4日：三重交通が当駅とシャープ亀山工場の間で「亀山関工業団地線」の運行を開始する[6]。
- 2006年（平成18年）3月18日：急行「かすが」が廃止され、当駅に停車する優等列車が消滅する[6]。また、これによりJR東海・西日本の会社間を直通する定期列車が消滅し、全ての定期列車が当駅始発・終着となる。
- 2007年（平成19年）4月15日：三重県中部を震源とする地震にともなう伊勢鉄道での運転見合わせにより、快速「みえ」や特急「南紀」が臨時に当駅経由で運行されたほか、当駅発着の列車にも徐行運転や運転見合わせが相次ぎ、駅前ロータリーの能褒野神社の鳥居（後述）の一部が破損する。
- 2009年（平成21年）
  - 3月14日：日中時間帯に名古屋駅から当駅間の快速列車を設定する[6]。
  - 7月15日：臨時快速列車「紀勢本線全通50周年記念号」が当駅より白浜駅まで運行され、当駅で出発式を実施する[6]。
  - 9月21日：「亀山‟駅”サイティングまつり」を開催[6]、以後毎年開催となる[12]。
- 2010年（平成22年）
  - 2月：バリアフリー化の初年度工事が竣工し、1番線エレベータが稼働を開始する[13]。
  - 9月19日：快速「亀山駅開業120周年記念号」が当駅と名古屋駅との間で運行される[6]。
- 2011年（平成23年）1月18日：バリアフリー化の工事が完了し[6]、残り2基のエレベーターおよび多機能トイレが稼動を開始する[13]。
- 2019年（平成31年）3月2日：名古屋駅方面においてICカード「TOICA」の利用が可能となる[14]。
- 2021年（令和3年）3月13日：加茂駅方面においてICカード「ICOCA」の利用が可能となる[15][16]。

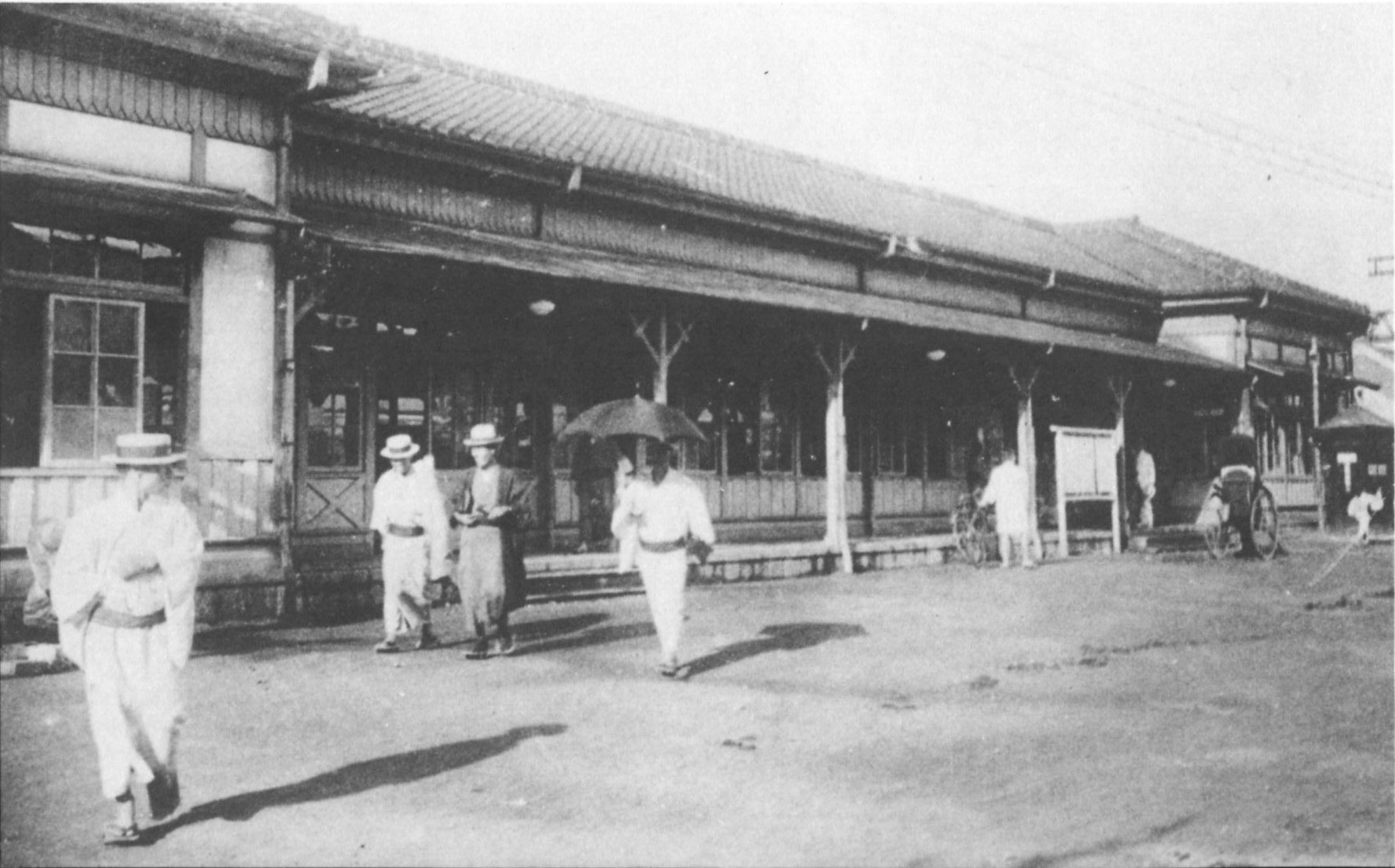
大正初期の駅舎。現在も使用している。
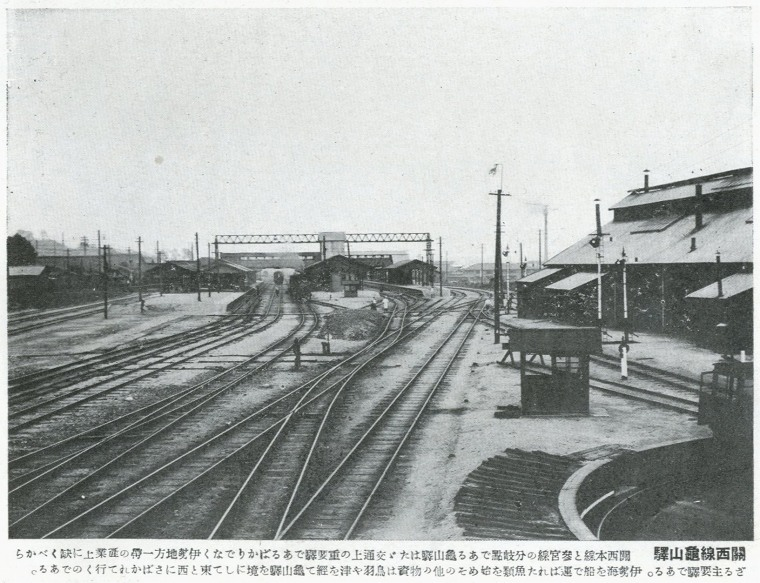
1929年頃の駅構内
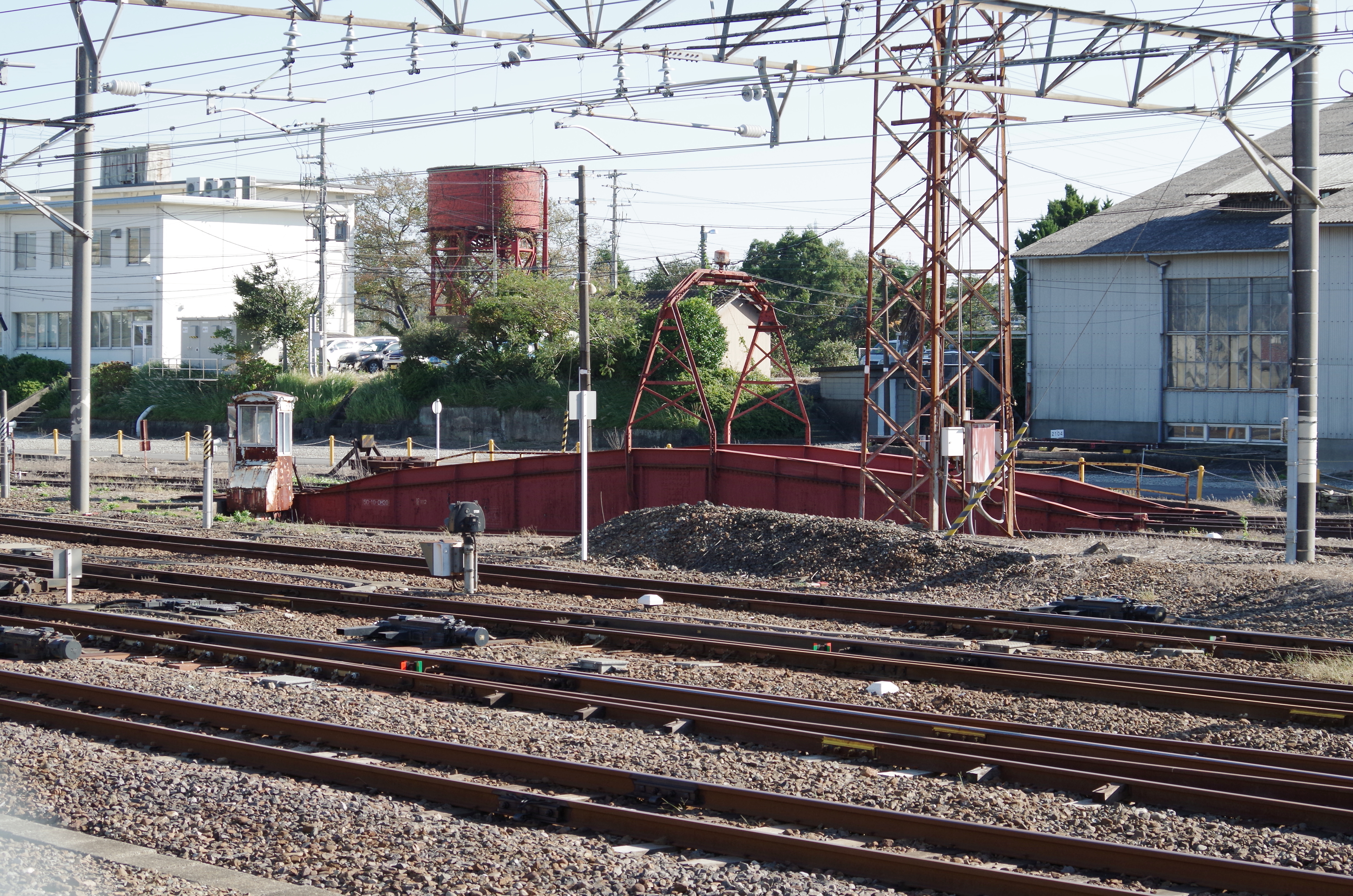
亀山鉄道部（JR西日本）の転車台（2017年10月）

## 駅構造
単式ホーム1面1線と島式ホーム2面4線、合計3面5線のホームを持つ地上駅。通常は北側の2面3線を関西本線、南側の1面2線を紀勢本線が使用する。5番線には架線がない。各ホームはエレベーター完備の跨線橋で連絡している。
1番線と2番線の間に電車留置用の側線が1線ある他、構内に多くの側線がある。1番線と4・5番線ホームの柱は古くなったレールを再利用したものである。2・3番線ホームの柱は木製。
東京や大阪から長距離列車が乗り入れていた名残でホームは広く長くとられている。
駅舎は構内北側、単式ホーム（1番線）に隣接しておかれている。現在の駅舎は1913年（大正2年）11月3日竣工の二代目で、天窓を付けるなど改修・増築しながら使用している。駅舎には同年の建物資産票が付けられている。
駅舎とホームはJR東海の管理であり、本線上の会社境界は亀山市野村町にある上り場内信号機（名古屋起点61.495キロ地点）であるが、構内にJR西日本の亀山鉄道部があるため、建物や車両留置線の一部はJR西日本が所有している。
駅舎内には自動改札機（TOICA・ICOCA対応）や自動券売機、JR全線きっぷうりば、待合所などが設置されている。かつては売店があったが廃止され自動販売機に置き換えられている。自動券売機には東海区間と西日本区間を区別する機能は付いておらず（往復券と回数券は除く）、片道普通乗車券の券面はすべて「東海会社線」と表示されるが、西日本会社線の乗車も可能である（その詳しい説明はない）。
交通系ICカードは名古屋方面のTOICAエリア、奈良・大阪方面のICOCAエリアともに当駅がエリアの端であり、当駅を跨いだSF乗車はできない。入場処理については両エリアともに改札機で対応するが、ICOCAエリア（奈良方面）の出場処理だけは有人改札通路に設置されたIC処理機で行う。なお、津方面はICカードのエリア外となっている。
JR東海の駅長・駅員配置駅（直営駅）で、管理駅として関西本線の南四日市駅 - 井田川駅間の各駅および紀勢本線の下庄駅を管理している。2013年（平成25年）現在、駅員は21人。
旅客営業はJR東海の駅長権限下にあり、JR西日本は駅員を配置しないが、同社の駅としての営業管理事務は伊賀上野駅が担っている。
また、駅構内にJR西日本のかめやま運転区、吹田総合車両所京都支所亀山派出所、亀山指令所の3現業組織が所在する。2021年7月まではそれらの業務を亀山鉄道部という現業組織が複合的に担っており、関駅 - 笠置駅間の各駅も管理していた。

### のりば
| 番線 | 路線      | 方向 | 行先       | 備考                                                  |
| ---- | --------- | ---- | ---------- | ----------------------------------------------------- |
| 1・2 | 関西本線  | 上り | 名古屋方面 | 主に1番線を使用（2番線は朝夕のみ、3番線は1日1本のみ） |
| 3・4 | 関西本線  | 下り | 加茂方面   | 主に3番線を使用（4番線は朝のみ、5番線は1日1本のみ）   |
| 4・5 | ■紀勢本線 | -    | 新宮方面   | 主に5番線を使用（4番線は朝夕のみ）                    |

（出典：JR東海:駅構内図）

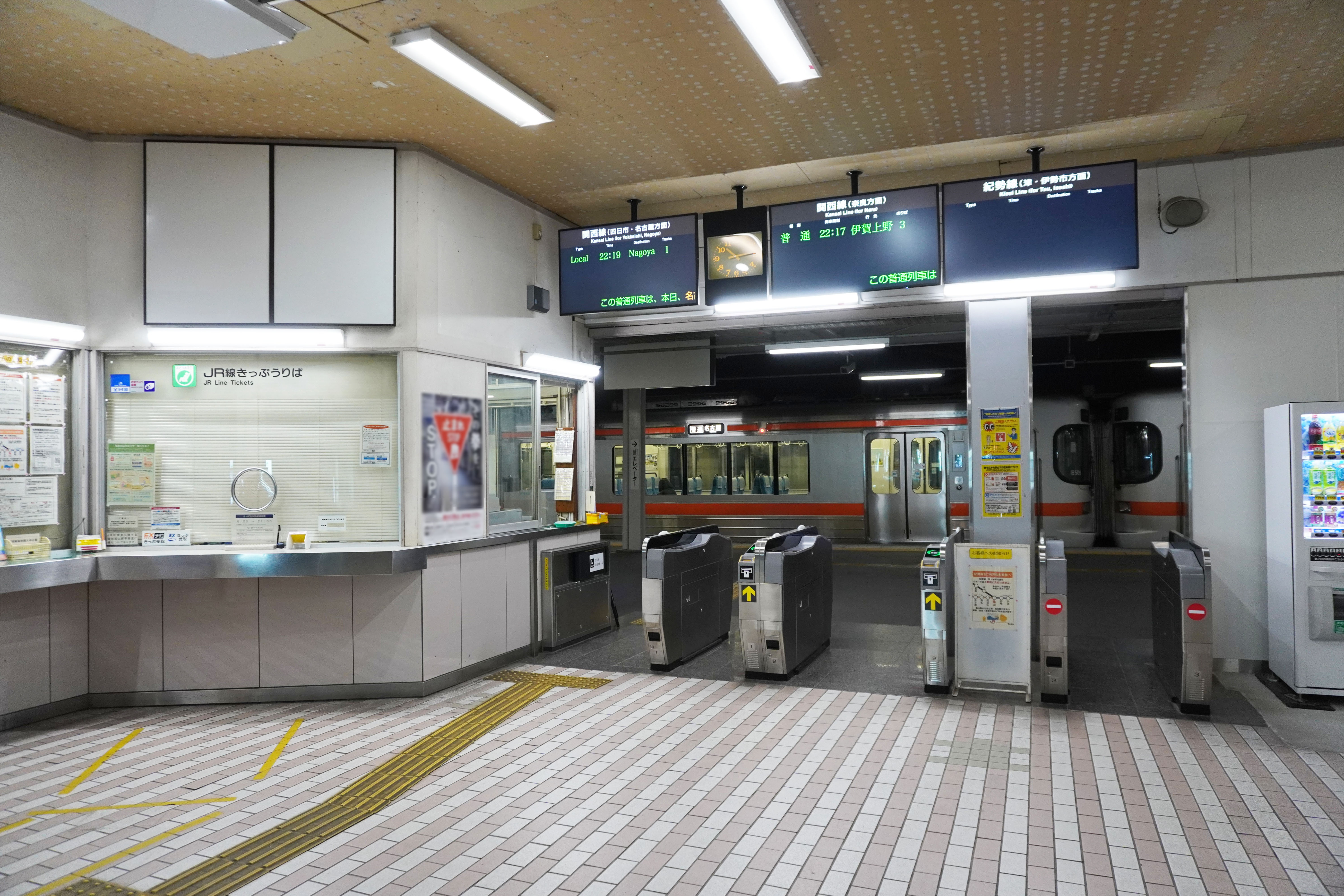
改札口（2023年7月）
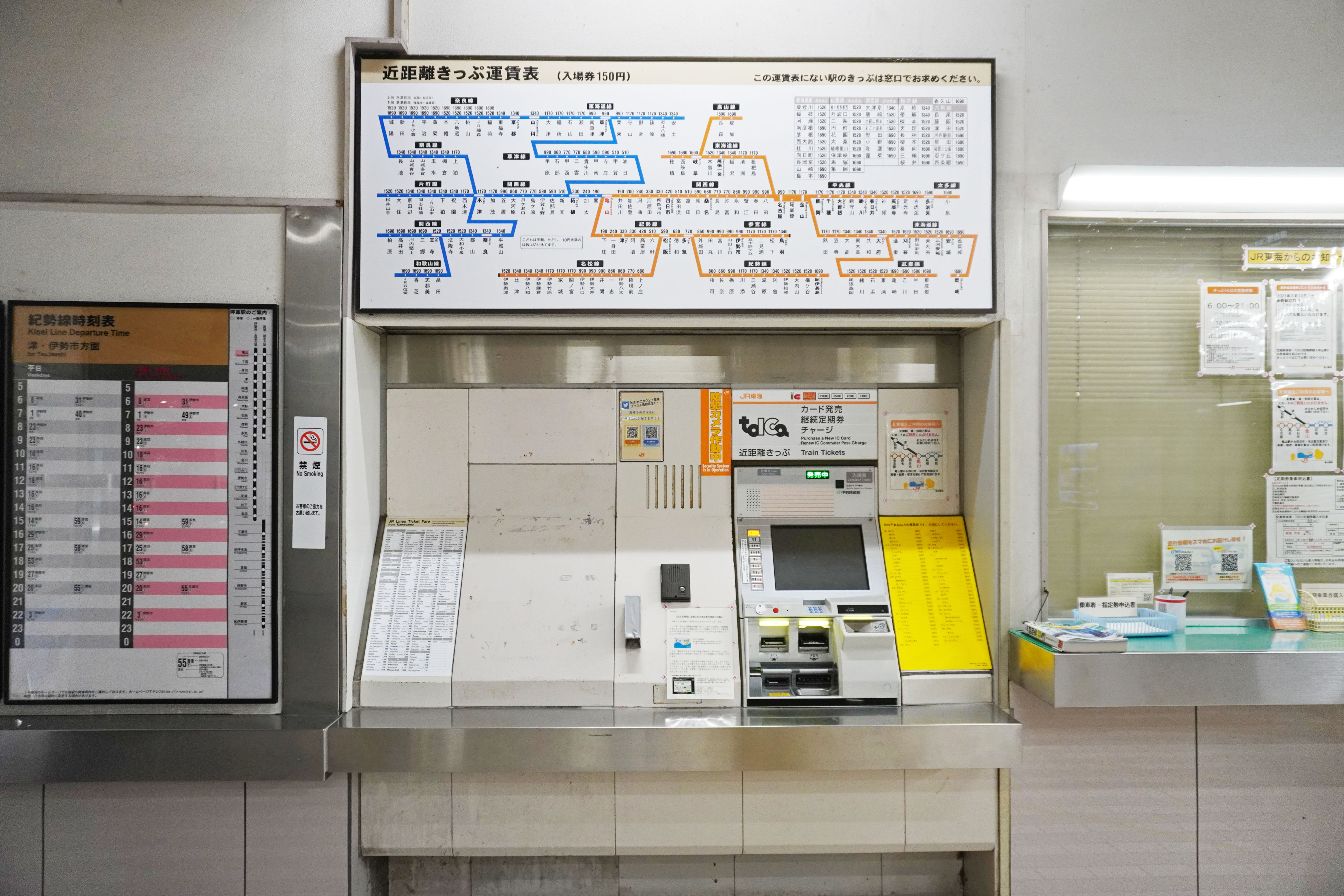
自動券売機（2023年7月）
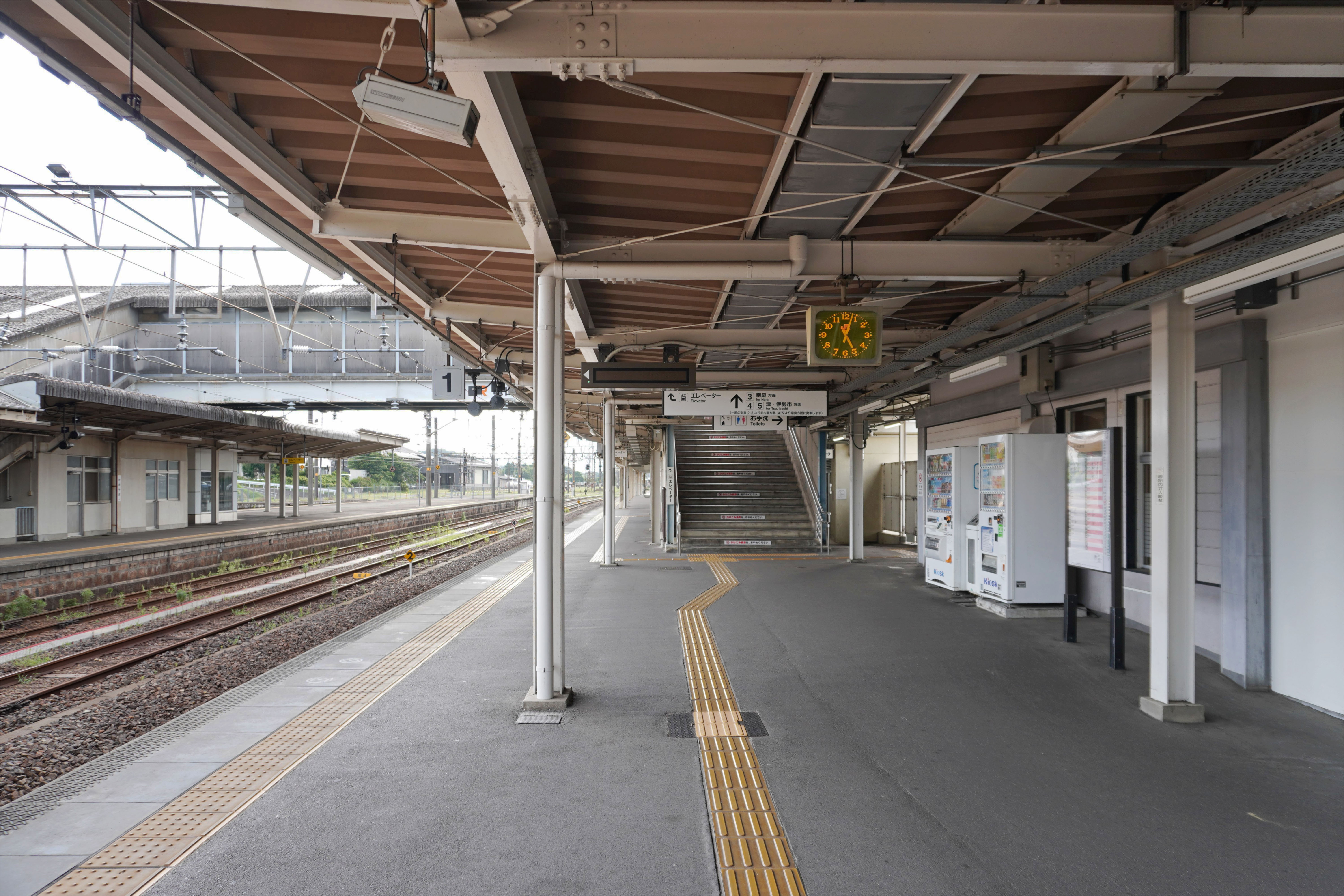
1番線ホーム（2023年7月）
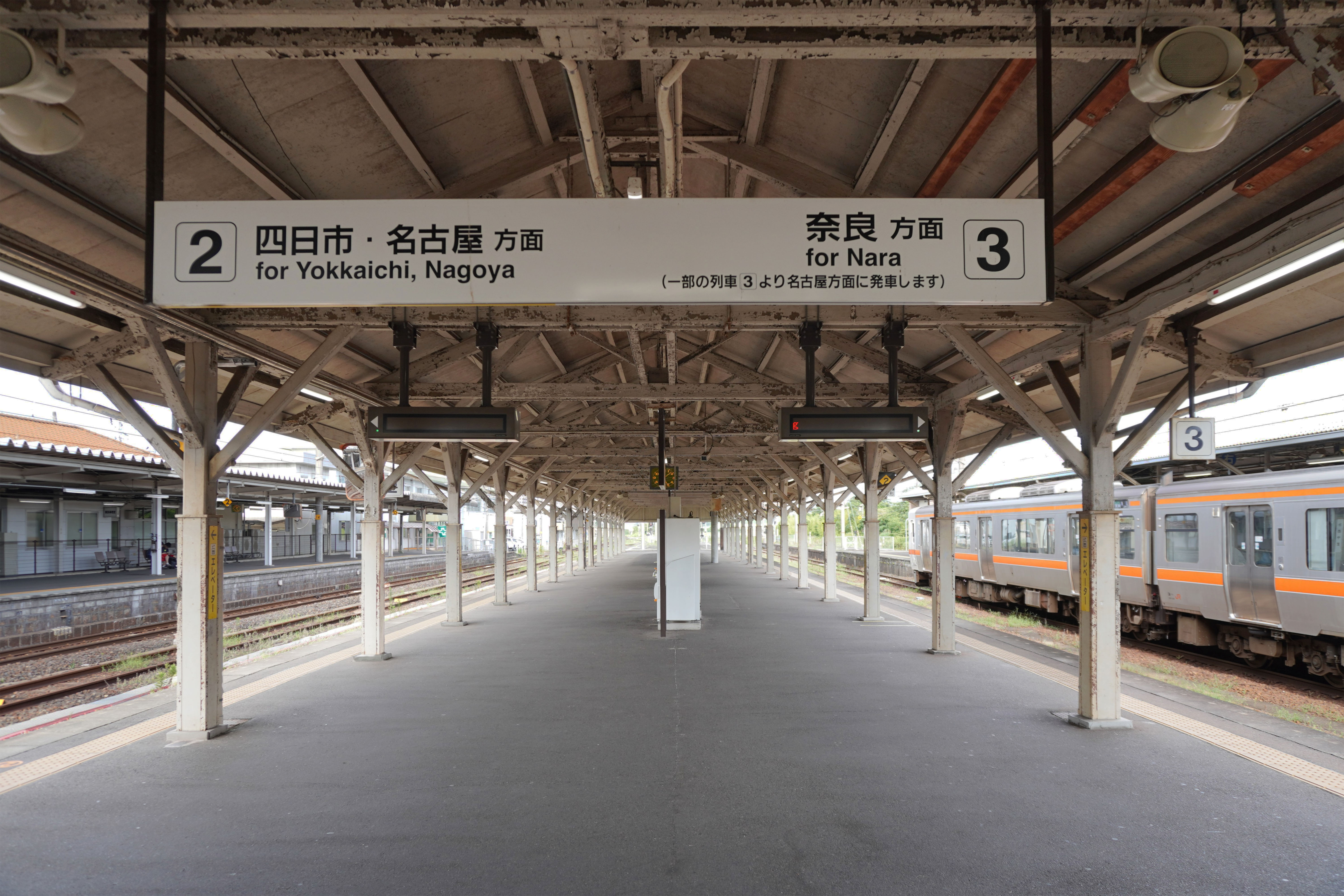
2・3番線ホーム（2023年7月）
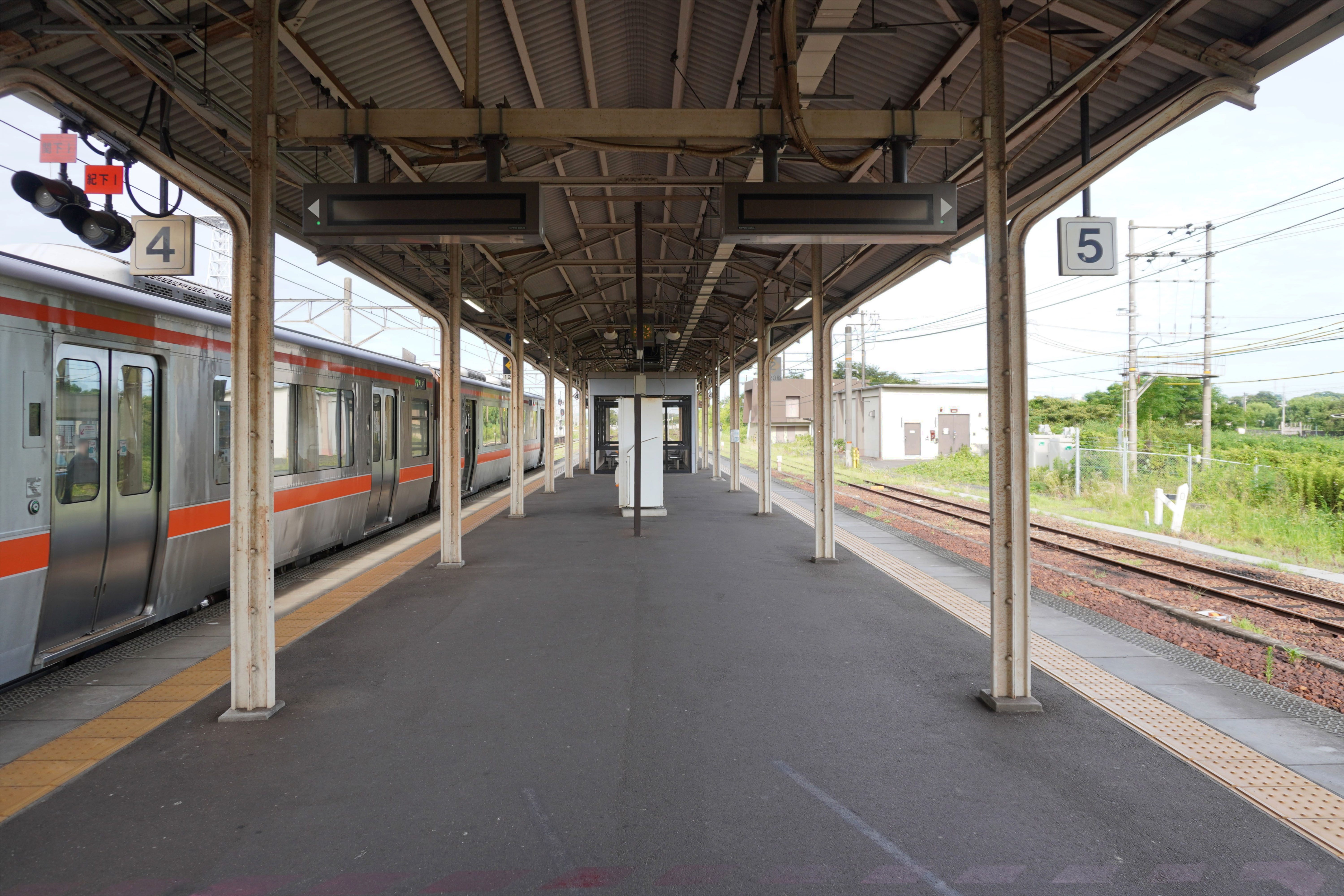
4・5番線ホーム（2023年7月）
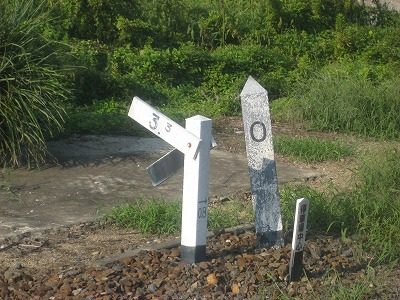
紀勢本線の起点を示すキロポスト（2007年9月）

## 駅弁
『JR時刻表』には駅弁の表示がないが、亀山駅前のいとう弁当店がしぐれ茶漬け弁当（要予約）の製造・販売を行っていた。しかし、2018年12月に同弁当店が入居するビルが再開発事業の対象となったため、閉店した。その後、ビルの解体は2020年に行われた。
備考
- 事前に亀山駅の到着時刻を伝えると、ホームや改札口まで届けるサービスを行っていた[21]。
- 元は自家製の時雨蛤を使用していたが、原料高騰のため桑名産のアサリ時雨煮に変更した[21]。

## 利用状況
「三重県統計書」によると、近年の1日平均乗車人員は以下の通り。この数字には各線の乗り換え客は含まれていない。シャープ亀山工場の稼働開始により一時期乗客数が回復したが、同社の経営不振に伴って再び減少傾向に転じた。2015年には再び増加に転じた。
| 年度   | 1日平均 乗車人員 |
| ------ | ---------------- |
| 1998年 | 2,444            |
| 1999年 | 2,387            |
| 2000年 | 2,348            |
| 2001年 | 2,302            |
| 2002年 | 2,213            |
| 2003年 | 1,732            |
| 2004年 | 2,184            |
| 2005年 | 2,191            |
| 2006年 | 2,209            |
| 2007年 | 2,171            |
| 2008年 | 2,170            |
| 2009年 | 2,108            |
| 2010年 | 2,120            |
| 2011年 | 2,137            |
| 2012年 | 2,120            |
| 2013年 | 2,164            |
| 2014年 | 2,068            |
| 2015年 | 2,084            |
| 2016年 | 2,153            |
| 2017年 | 2,227            |
| 2018年 | 2,203            |
| 2019年 | 2,156            |
| 2020年 | 1,576            |
| 2021年 | 1,677            |
| 2022年 | 1,908            |
| 2023年 | 2,040            |

## 駅周辺

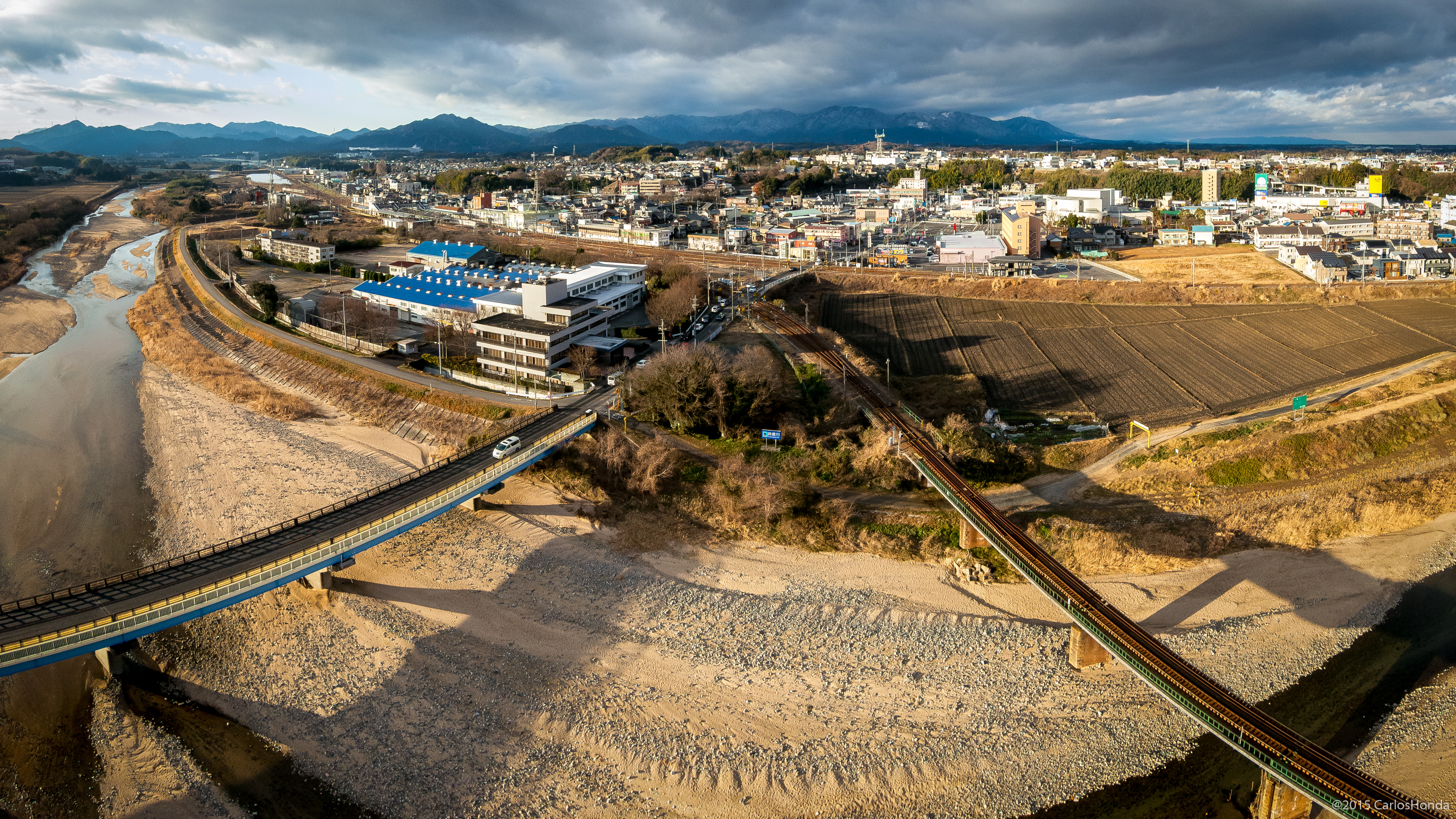
鈴鹿川から駅方面を空撮。手前の線路は紀勢本線、奥の線路は関西本線、川沿いにある青い屋根の建物は亀山製絲の工場。その奥に亀山駅がある（2015年1月）

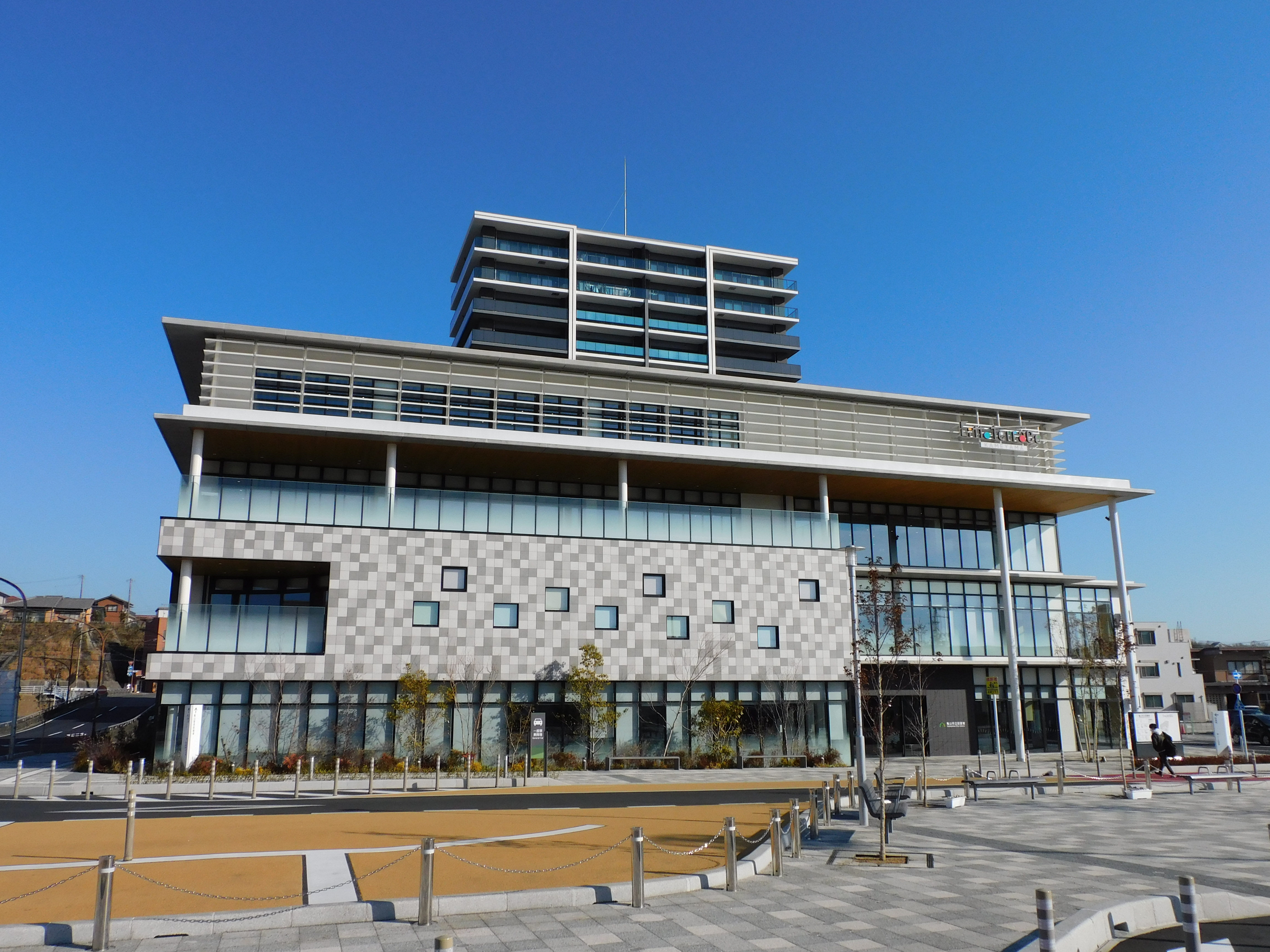
Kitto terrace

駅から少し離れた裏側を鈴鹿川が流れ、国道1号へのアクセス道路として三重県道302号線が設けられているが、国道1号は駅から北へやや離れた所を通る。駅付近は商業地となっているが、そこから少し離れると住宅が多く建ち、所々に商店も建つ。消防署や警察署は駅西側、紡績工場は駅南東側、文化会館や専門店街は駅東側にある。
2020年に駅前で再開発事業が行われ、図書館・商業施設・分譲マンションが入居する複合施設が建設された。なお、この再開発ビルのタウンネーム（愛称）は「Kitto terrace（）」であり、同ビルの建設を含む公共施設整備工事は2022年10月21日に完了し、同年11月24日に再開発事業の完成式と完成記念式典が行われた。
- Kitto terrace（）
  - 亀山市立図書館（※亀山公園から移転。2023年1月26日開館[31][32][33]）
- 慈恩寺
- 宗英寺 - 境内にあるイチョウの木は県の天然記念物[34][35]
- 本久寺[36] - 境内にある茶室半鐘は市の有形文化財[35]
- 亀山神社
- 亀山城跡
- 亀山市役所
- 亀山公園
  - 亀山市歴史博物館
- 亀山市文化会館
- 亀山市立亀山中学校
- 亀山市立亀山西小学校
- 亀山幼稚園
- 亀山郵便局
- 亀山市消防本部亀山消防署
- 三重県亀山警察署
- 亀山駅前郵便局
- 亀山エコータウン - 専門店街
- 亀山回生病院
- 亀山製絲
- 三重県道28号亀山白山線
- 三重県道302号亀山停車場石水渓線
- 三重県道565号亀山城跡線
- アパホテル〈三重亀山〉
- 三重県立亀山高等学校
- JA鈴鹿 亀山支店
- 東海労働金庫 亀山支店
- 三十三銀行 亀山中央支店／亀山支店
- 百五銀行 亀山支店 東御幸出張所

## バス路線
「亀山駅前」停留所にて、以下の路線バスやコミュニティバスが発着する。
- 三重交通
  - 30：平田町駅
  - 55：椋本
  - 71：鈴鹿中央病院・平田町駅
  - 91：シャープ亀山工場北

- 亀山市コミュニティバス
  - さわやか号
    - Aライン・Bライン：亀山駅前

  - 東部ルート：長明寺口・亀山駅前
  - 南部ルート：下庄駅・弘法寺

- 野登・白川地区自主運行バス
  - 野登ルート：池山西・石水渓
  - 白川ルート：小川

## その他
- 駅前ロータリーには能褒野神社一の鳥居という石造の鳥居が建っていたが[18][37]、再開発事業により2022年3月に解体された[38]。

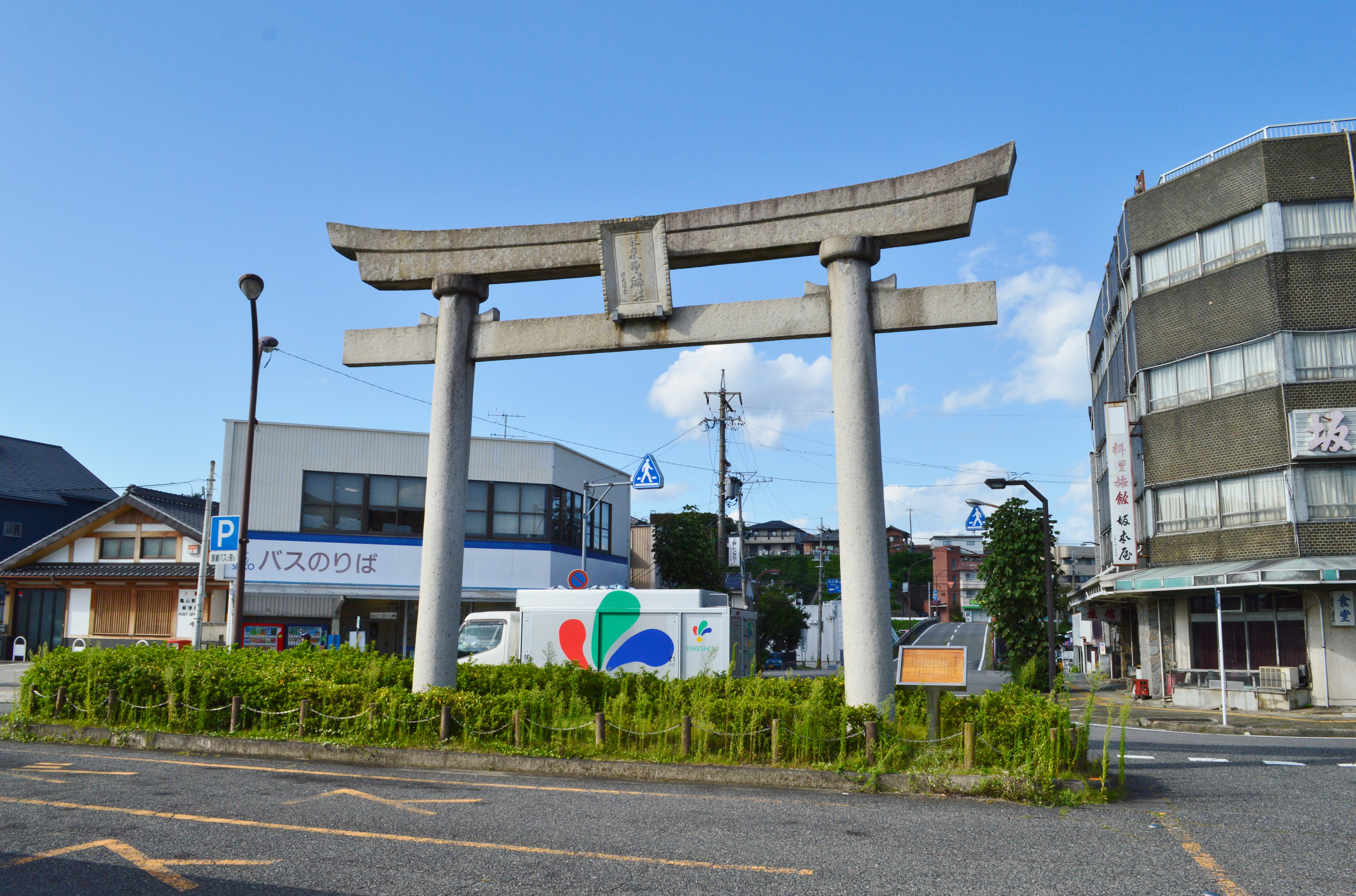
駅前にあった能褒野神社一の鳥居（2017年9月撮影。駅前再開発のため、2022年3月に解体）

## 隣の駅
東海旅客鉄道（JR東海）
 関西本線
■快速・■区間快速・■普通（快速は四日市駅まで、区間快速は桑名駅まで各駅に停車）
井田川駅 (CJ16) - 亀山駅 (CJ17)
■紀勢本線（普通列車のみ運転）
亀山駅 - 下庄駅
西日本旅客鉄道（JR西日本）
 関西本線（普通列車のみ運転）
亀山駅 - 関駅